# LS그룹
LS그룹은 2013년 4월을 기준으로 대한민국 재계 순위 9위(매출기준), 13위(자산기준)의 대기업으로 2003년, LG그룹에서 전선과 금속 부문이 계열분리하여 형성되었다. 2005년부터 사용하기 시작한 기업명 LS는 Leading Solution의 머리 글자를 따온 것이며, ‘LG’+‘GS’의 의미를 동시에 가진다. 현 회장인 구자은은 전임 회장 구자홍, 구자열의 사촌 동생이며, LG그룹 회장 구광모의 재종조부이다.

## 역사
1962년 한국케이블공업으로 창립되었으며 1969년에 금성전선으로 사명을 변경하고 1995년 럭키금성이 LG로 사명을 변경하면서 LG전선이 되었고 2003년 LG전선, LG산전, LG-Nikko동제련이 LG그룹에서 계열분리되어서 LG전선그룹이 되었으며 2005년에 현재의 사명으로 변경하였다. 2008년 본사를 기존 서울에서 안양으로 이전하였다.

## 계열사
- LS 링코스비전
- LS 인샷
- LS 오트론
- (주)LS
  - LS전선
    - LS빌드윈
    - 수페리어 에식스
    - JS 전선
    - GCI
    - 파운텍
    - 코스페이스
    - LS EV KOREA

  - LS마린솔루션
- LS파워솔루션
  - LS일렉트릭
    - 플레넷
    - LS파워 세미텍
    - LS메카피온
    - LS사우타
    - 트리노

  - LS이모빌리티솔루션
  - LS MnM
    - GRM
    - 토리컴
    - 선우
    - 씨에스라인

  - LS이링크
  - LS엠트론
    - LS 오토모티브(델텍)
    - 캐스코

  - LS 메탈
  - LS 글로벌
    - LS아이티씨
- LS EV 코리아
- 씨이넥스
- E1
  - LS 네트웍스
    - 프로스펙스
    - 잭울프스킨
    - 웍앤톡
    - KJ 모토라드
    - 오디캠프
    - 청주 흥업 백화점
    - 토요타 용산
    - LS증권

  - E1 물류
  - E1 컨테이너 터미널
  - 동방도시가스산업
- 가온전선
  - 위더스
- 예스코
  - 예스코서비스
  - 대한가스기기
  - 한성
    - 한성피씨건설
    - 한성플랜지
    - 우성지앤티
    - 리앤에스

  - 온산탱크터미널
  - 예스코에너지
  - 예스코이에스

## 같이 보기
- LG그룹
- GS그룹
- LIG그룹
- 희성그룹
- LF그룹
- LT그룹
- LX그룹
- 아워홈